# Aloysio Ramos Accioly Netto
Pour les articles homonymes, voir Baiano (homonymie).
Aloysio Ramos Accioly Netto, dit Baiano, né le 27 septembre 1912 et mort le 17 juillet 1956, est un ancien joueur brésilien de basket-ball.

## Palmarès
- 3e du championnat d'Amérique du Sud 1940